# Youra Guller
Pour les articles homonymes, voir Guller.
Répertoire
Mozart, Beethoven, Chopin, Liszt, Schumann, Brahms,
Couperin, Rameau, Bach, D. Scarlatti, Daquin, Balbastre,
Albéniz, Granados, Ravel,
Stravinsky, Enesco, Tansman, Poulenc, Milhaud.
Scènes principales
CNSM, Garnier, Champs Élysées, Gaveau, Salle de musique de La Chaux-de-Fonds, Victoria Hall, Beaulieu, Théâtre Nanking (en), Wigmore, Royal Festival Hall, Carnegie Hall.
Youra Guller, nom de scène de Georgette Guller, est une pianiste française saluée à son zénith comme l'une des plus grandes pianistes du XXe siècle aux côtés de sa condisciple Guiomar Novaes et de Clara Haskil ainsi que sa cadette Marcelle Meyer. Youra Guller s'éclipse soudainement de la scène parisienne en 1934 pour n'être redécouverte par le public qu'en 1971. Seuls de tardifs enregistrements donnent de rares échos de son légendaire jeu prométhéen.

## Biographie

### Fabrique d'une virtuose (1895-1921)

#### Génie précoce (1895-1914)
Née en France de parents juifs (père russe ayant fui l'antisémitisme et mère roumaine morte à sa naissance), Rose Guller est élevée par une bonne juive dans un milieu laïque. Elle se fera connaître initialement sous son second prénom, Georgette, adopté comme prénom d'usage. Le prénom masculin de Youra, diminutif russe de Georges, usuel dans le milieu des Ballets russes et des émigrés russes dans lequel elle a vécu et travaillé à Genève en 1915 et 16, a été conservé pour la scène après la Grande guerre, continuera de l'être après son mariage en 1921, avant même qu'elle ne soit célèbre, et finira par être le seul utilisé.
Elle commence à apprendre la musique sur le piano qui lui a été offert à cinq ans et donne un premier récital à six. En 1903, son père l'emmène à Madrid jouer le concerto pour piano no 3 de Beethoven, op. 37, accompagnée par l'orchestre de Tomás Bretón, puis la fait auditionner à Berlin par Joseph Joachim, très impressionné. Un an plus tard, à neuf ans, elle est admise au Conservatoire de Paris dans la classe d'Isidor Philipp, qui avait remarqué qu'elle déchiffre à vue. En 1905, elle donne aux Concerts Colonne un concerto pour piano de Saint-Saëns en présence du maître, qui la congratule.
Les leçons de piano qu'elle reçoit en compagnie de Guiomar Novaes dans la classe d'Isidor Philipp l'ennuient. Elle se voit attribuer en 1909 le premier prix du Conservatoire de Paris par un jury où siègent Georges Enesco, Raoul Pugno et le directeur Gabriel Fauré, quasiment sourd, Clara Haskil, autre enfant précoce, obtiendra le second cette année-là et le premier l'année suivante. En 1910, un condisciple de dix-huit ans, Darius Milhaud, écrit pour elle le cinquième et dernier mouvement d'une Suite pour piano (les autres mouvement sont dédiés respectivement à Jean Wiéner, Henri Cliquet, Roger de Fonteney et Celine Lagouarde), créé trois ans plus tard et publié sous la référence "opus 8". Il lui composera d'autres pièces, dont, pour le 21 mars 1919, le quatrième mouvement éponyme de la suite Le Printemps, mais elle cherche sa voie et va jusqu'à s'essayer au ballet moderne, auquel elle s'initie dans la classe de Nijinski, et au flamenco auprès d'Antonia Mercé y Luque, à laquelle Serge Diaghilev a confié la création de Ballets espagnols.

#### Révolution musicale et personnelle (1915-1918)
En femme indépendante, elle se destine à l'enseignement. Au début de la guerre, elle renonce à se produire au piano pour étudier la méthode pédagogique de Teodor Leszetycki. Elle envisage de jouer en parallèle dans un quatuor de musique de chambre et perfectionne son violon auprès de Ginette Neveu. À la rentrée 1915, elle est embauchée comme professeur au conservatoire de musique de Genève par Ernest Ansermet, à la direction duquel celui-ci a été nommé en octobre en remplacement de Bernhard Stavenhagen, mort prématurément. En charge à ce titre de l'orchestre cantonal, Ansermet fait organiser en décembre à Paris et à Genève par Serge Diaghilev, comme une contribution à l'effort de guerre, un gala de bienfaisance au bénéfice de la Croix-Rouge et des victimes de guerre russes. Le programme inclut l’Oiseau de feu dont la direction est confiée au jeune compositeur russe en personne, Igor Stravinsky, et la partie piano à Youra Guller.
La « musique pour après-demain » des Ballets russes soulève enthousiasme et perplexité et Stravinsky est ravi de son interprète. Il la sollicite à l'excès, compromettant le travail de celle-ci au conservatoire. Fatigue ou neurasthénie, l'expérience d'enseignante tourne à l'échec mais Genève est l'occasion pour la jeune femme, encore mineure, de s'essayer à une autre vie. Elle rencontre son futur fiancé, Jean Piaget, fils d'universitaire et étudiant en malacologie. Elle rencontre aussi son futur mari, un jeune juriste russe diplômé de l'université de Genève, Jacques Schiffrin, fils exilé d'un magnat du pétrole.
Elle retourne à Paris en 1916, où Darius Milhaud, en partance pour Rio, l'introduit auprès de Jean Cocteau, attraction centrale du groupe des Six. Elle fréquente également Gabriel Pierné, directeur des Concerts Colonne et, à l'opposé, Florent Schmitt. Admirée pour son jeu expressif tout autant que sa cadette Yvonne Lefébure, l'espoir du moment, elle est invitée par Pablo Casals aussi bien que par Jacques Thibaud à jouer dans leurs concerts de musique de chambre.

#### Succès professionnels et désordres sentimentaux (1919-1921)
Le 29 novembre 1918, elle fête la victoire en donnant un récital à La Chaux-de-Fonds, principale ville de la République de Neuchâtel, où elle a rejoint Jacques Schiffrin. Ils sont reçus dans une association d'intellectuels juifs, le Nouveau Cercle, par lequel elle rencontre les artistes suisses, entre autres les fondateurs du purisme, Amédée Ozenfant et Charles-Édouard Jeanneret. Youra Guller fera également à cette occasion la rencontre du peintre Charles Humbert; les deux se voueront une admiration artistique réciproque,. Le 15 avril 1919, elle est de retour pour un concert où elle joue Schumann et Chopin au profit de la Croix-Bleue, association calviniste de lutte contre l'alcoolisme. Le reste de l'année est consacré à de petits récitals donnés à travers la Suisse romande, Lausanne, Vevey, Bex, Genève... Elle est épuisée physiquement et moralement et le 21 août Jacques Schiffrin perd son père, ruiné par la Révolution de 1917. Revenue à La Chaux-de-Fonds jouer Mendelssohn le 4 novembre 1919, le 19 elle accompagne au piano le violon de Joseph Szigeti dans trois sonates de Beethoven. Ensemble, les deux virtuoses en donneront l'intégrale. Une semaine plus tard, elle est de retour à Paris pour assister avec quatre autres condisciples son maître Isidor Philipp dans une leçon publique qu'il donne au Conservatoire.
À Paris, Jacques Schiffrin étant parti en juin 1920 pour un long voyage dans une Italie en grève agitée par les squadristes, elle retrouve Jean Piaget, qui est venu, après avoir accompli une brève psychanalyse auprès de Sabina Spielrein, étudier dans le laboratoire de psychométrie d'Alfred Binet. Ils se fiancent. Elle triomphe cette même année devant le public parisien dans une interprétation du concerto no 21, K467, de Mozart. Elle a vingt cinq ans.
Le 18 mai 1921, elle présente Salle Érard, rue de La Michodière, les Mouvements perpétuels déjà célèbres de Francis Poulenc entre des mazurkas de Chopin et des Rhapsodies hongroises de Liszt. L'été, elle fait partie des artistes en vue invités sur la Côte par les mécènes de l'aristocratie mais son mariage avec Jean Piaget, appelé à l'Institut Jean-Jacques-Rousseau de l'université de Genève, ne se fait pas. C'est très vraisemblablement là, à Menton, qu'en août elle retrouve Isidor Philipp. Son ancien professeur demande pour elle à Ferruccio Busoni des recommandations auprès de quatre formations italiennes prestigieuses, l'Associazione degli Amici della Musicala, la Société du Quartet (it), le Philharmonique de Florence, l'Académie royale de musique de Rome. Surmené et malade, le grand musicien se désole de ne pas trouver le temps de répondre aux courriers de la « benedetta » à la recherche d'une situation stable et met six mois de plus pour rédiger une simple circulaire de recommandation, si bien qu'à la fin de l'année, elle retourne se produire à Neuchâtel.
Jacques Schiffrin finit par revenir au cours de cette année 1921 à Paris chez elle et l'épouse. Dès l'année suivante, il fonde les éditions de la Pléiade et prépare la publication, sous le nom d'André Gide, de la version que ce dernier a bien voulu élaborer à partir de son brouillon de traduction de La Dame de pique de Pouchkine.

Jeunesse et formation
- 1895 - Naissance. Mort de sa mère.
- 1901 - Premier récital, à l'âge de six ans.
- 1903 - Concerto pour piano no 3 de Beethoven avec l'orchestre de Madrid.
- 1904-1909 - Conservatoire de Paris dans la classe d'Isidor Philipp puis d'Alfred Cortot.
- 1905 - Concerts Colonne.
- 1909 - Premier prix du Conservatoire de Paris devant Clara Haskil. Amitié à vie avec Darius Milhaud.
- 1913 - Rencontre de Nijinski et des Ballets russes.

Carrière
- 1915 - Professeur au conservatoire de Genève sous la direction d'Ansermet. Interprète élue de Stravinsky.
- 1916 - Retour à Paris. Rencontre avec Jean Cocteau et le groupe des Six.
- 1919 - Elle commence sa carrière de concertiste grâce à Pablo Casals et Jacques Thibaud.
- 1920 - Soliste célèbre. Fiançailles avec Jean Piaget.
- 1921 - Mariage avec Jacques Schiffrin. Rencontre d'André Gide.
- 1922-1923 - Professeur au conservatoire de Genève sous la direction d'Ansermet et soliste de l'Orchestre de la Suisse romande. Aventure avec Charles Humbert.
- 1923-1934 - Tournées internationales.
  - 1925 - Soliste du Scottish Orchestra.
  - 1927 - Liaison avec Ramon Fernandez et divorce.
  - 1931? - Aventure avec le jeune Lanza del Vasto.

Éclipses
- 1934 - Disparition à Shanghai.
- 1937 - Brève réapparition à Bali.
- 1941 - Retour à Paris puis évasion en zone libre grâce à Édith Piaf.
- 1941-1944 - Clandestinité au château de Montredon chez la comtesse Lily Pastré.
- 1954-1958 - Carrière intermittente.
- 1965 - Reprise de sa carrière avec l'encouragement de Pierre Feuchtwanger (de).
- 1971 - Triomphe international.
- 1975 - Derniers enregistrements.

### Gloire des années vingt (1922-1934)

#### Naissance d'une star (1922-1923)
Les Années folles sont pour la jeune parisienne celles de son engagement au service d'une modernité musicale bouleversée par le jazz, que Louis Mitchell, « le roi du bruit », a révélé au public de l'Alhambra, le 6 décembre 1917, et que la tournée de février et mars 1918 du lieutenant James Reese Europe a popularisé. Jean Cocteau ouvre la première « boîte », Le Bœuf sur le toit. Elle s'y montre avec le tout-Paris. Elle joue Ravel et Poulenc.
Le 25 janvier 1922, elle accompagne la violoniste Yvonne Astruc dans une sonate pour piano et violon de Georges Enesco, Nadia Boulanger passant à l'orgue en première partie. Son récital du 4 février (concerto de Friedemann Bach, Carnaval de Schumann, Chopin, danses de Brahms, Albeniz et Granados), suivi d'un autre le lendemain (concerto en ut majeur de Mozart sous la direction de Philippe Gaubert), est une consécration que confirme sa participation le 25 au récital Mozart-Chopin de la cantatrice Olénine d'Alheim (sonate pour piano, prélude, Quatrième ballade, quatre mazurkas). C'est à elle qu'Igor Stravinsky s'adresse de nouveau pour les reprises de Petrouchka, partition de piano d'une difficulté technique extrême, le 12 juin à l'Opéra et le 1er juillet au théâtre Mogador. Elle vit au cœur des Ballets russes de son adolescence, fréquentant Sergueï Prokofiev, revenu les rejoindre en avril, et Pablo Picasso, ami de Stravinsky marié à une ballerine de Diaghilev, Olga Khokhlova…
Pour toute la saison 1922-1923, elle est la soliste, au côté de Joseph Szigeti, d'Ernest Ansermet dans l'Orchestre de la Suisse romande. Comme en 1915, elle assume simultanément un enseignement au Conservatoire de Genève. Son jeu sensationnel et épuré, sans concession au divertissement, ne fait pas l'unanimité et la compétition féroce entre virtuoses a tôt fait de la réduire à une image de séduction féminine. C'est ainsi qu'avec la condescendance du machiste ordinaire un Ferruccio Busoni évoque la torture, apparemment moins pour ses oreilles que pour ses yeux, quand en décembre il auditionne sur une pièce d'Albéniz cette « vierge aux épines de fer ».
C'est au cours de cette année 1923 qu'elle inaugure sa carrière internationale en répondant à l'invitation de la Pianoforte Society de donner à Wigmore Hall une série de récitals de Beethoven, Mozart et Chopin, mais, le 7 mai, Francis Poulenc, pour créer Promenades au théâtre des Champs-Élysées, lui préfère Arthur Rubinstein. Le 12, au Théâtre du Vieux-Colombier, elle exécute avec Joseph Szigeti au violon la première sonate de Beethoven et n'hésite pas à profiter de l'occasion pour faire découvrir les Trois études transcendantes dont Alexandre Tansman lui dédie la seconde, création qui ne dure que trois minutes.

#### Voie de la facilité (1924-1927)
En 1924, elle est admise aux dimanches très mondains qu'organise la nouvelle comtesse de Polignac, belle-sœur du marquis et fille de Jeanne Lanvin, pour y jouer avec Rubinstein les Mazurkas et les Nocturnes de Chopin. Parallèlement à ce répertoire conventionnel, elle participe le 2 juin aux Concerts salades de Jean Wiéner.
À la fin 1924, elle passe de l'Orchestre de la Suisse romande au Scottish Orchestra de Glasgow. Revenant à une certaine forme de classicisme musical promu par la mode Art déco, elle réinterprète un répertoire romantique conforme au goût du public au cours de multiples tournées, Paris, Berlin, Vienne, Amsterdam, Budapest, Bruxelles, et même Manille. Elle est reçue avec Georges Enesco en Roumanie à la cour du roi Ferdinand. À Madrid, c'est le philosophe libéral José Ortega y Gasset qui la pilote. Quand elle est à Paris, on lui est reconnaissant d'honorer les salons.
En 1926, choisie parmi quelques autres représentants de l'élite mondiale de l'interprétation, elle enregistre sept pièces qui seront immortalisées par les pianos mécaniques Welte Mignon (de). Le 15 janvier 1927, le concurrent américain l'invite à Londres à faire entendre dans sa salle, l'Aeolian Hall, son interprétation désormais légendaire de Beethoven. Elle ne renonce pas pour autant à faire goûter au public, avec succès, la musique la plus moderne, comme lors de sa tournée de 1927 à Budapest, Zagreb, Constantinople et Athènes. Pour son retour, en novembre, elle est en vedette salle Gaveau, où les Concerts Lamoureux dirigés par Paul Paray l'accompagnent dans le concerto en sol majeur de Beethoven, op. 58.
Femme magnétique au physique de star, elle se voit proposer par la Metro-Goldwyn-Mayer une carrière qui échoira à Greta Garbo. Avec son mari, elle fréquente le monde littéraire, Paul Valéry, Jacques Maritain, André Gide. Celui-ci reçoit régulièrement les Schiffrin dans sa campagne de Cuverville. Le couple participe aux Décades de Pontigny, séminaire annuel d'éthique organisé par Paul Desjardins, où elle se lie aux écrivains humanistes, François Mauriac, Charles Du Bos, Roger Martin du Gard, André Malraux, Jean Schlumberger, Lalou Pellegrini, Maria Van Rysselberghe, Jean Grenier...

#### Craquements et rupture (1927-1934)
C'est peut être là, à Pontigny, qu'elle rencontre Ramon Fernandez, critique littéraire de six ans son cadet. Orpheline de naissance, elle n'a pas d'enfants et son mariage avec Jacques Schiffrin vacille. À la fin des vacances de l'été 1927, à trente deux ans, elle noue une liaison avec Fernandez, au moment même où celui-ci devient père. Par intermittence, une année durant au cours de laquelle son divorce est prononcé, elle est accueillie dans l'intimité ambigüe du jeune couple Fernandez que la jalousie déchire.
Dès 1929, Jacques Schiffrin est remarié à une femme qui lui donnera une fille et un fils. Elle retrouve sa place dans l'Orchestre de la Suisse romande dirigé par Désiré-Émile Inghelbrecht mais la fragilité de sa santé est suffisamment patente pour que son ami le psychologue Nikolaï Roubakine s'en émeuve et qu'à Genève Charles Baudouin, psychanalyste des artistes, soit alerté.
Quand elle est à Paris, elle donne des cours. Elle joue en duo avec Albert Einstein, violoniste émérite et reconnaissant. Également rencontré à Pontigny, le savant, très engagé dans la cause pacifiste, est régulièrement présent à Paris, où le ramène chaque année sa participation à la Commission internationale de coopération intellectuelle. Autre élève, Madeleine Pasche se distingue au conservatoire de Lausanne le 21 janvier 1930. Au contact de Youra Guller, « grand changement dans [sa] vie », André Gide se remet au piano, et prend lui aussi des leçons auprès d'elle, mais c'est l'écrivain qui convainc la musicienne de renoncer à une interprétation par trop pathétique et de servir avec sobriété Chopin, qu'il associe à l'art poétique des Fleurs du mal. C'est lui qui, en exigeant de Gaston Gallimard le rachat de la Bibliothèque de la Pléiade, sauvera en juillet 1933 de la banqueroute son ex mari, qui, face au succès, n'a plus les moyens financiers de développer sa maison d'édition.
En octobre 1931, Joseph Lanza del Vasto, philosophe globe-trotter de trente ans qu'elle a également rencontré à Pontigny, en août 1924 et août 1926, et qui a renoncé au mariage en 1929, pose ses bagages à Paris, où il fera en mars la rencontre de Luc Dietrich. C'est peut être quelque temps avant cette rencontre, si importante pour lui, qu'il connait avec Youra Guller un moment d'érotisme extrême qu'il évoquera quatre ans plus tard, quelques mois avant son départ pour l'Inde, où il recevra, au cours d'une vision, sa mission spirituelle. Le renouvellement en 1936 de cette expérience transgressive, avec cette fois la compagne de Luc Dietrich, la hongroise Anci Nagy, précède immédiatement sa décision d'aller à la rencontre de Gandhi. Il consacrera à Youra Guller un des poèmes de son recueil Le Chiffre des choses intitulé Le Masque de la sirène - Portrait d'une femme.
En 1934, elle part, comme fera trois ans plus tard Maurice Maréchal, pour une tournée de dix jours à Shanghai. Elle n'en revient qu'au bout de huit ans après avoir fui à Bali l'invasion japonaise.

### Liberté surveillée (1941-1944)

#### Refuge de Montredon (1941)
Elle est à Paris en 1941. Comme beaucoup de français désormais classés « de race juive », elle pense bénéficier d'une immunité nationale et a confiance dans l'armistice et son signataire Pétain. Le public de la France occupée l'a oubliée et son ancien amant, Ramon Fernandez, l'a remplacée par une lionne plus jeune, Betty Bouwens, qui tient un salon brillant sous l'égide d'Otto Abetz et sera à la Libération tondue puis arrêtée avec Marie Laurencin.
Dès la création du Commissariat général aux questions juives, c'est-à-dire avril 1941, elle est sous la menace des rafles de la police de Vichy. Grâce à l'intervention et, vraisemblablement, une aide financière d'Édith Piaf, elle réussit à fuir sur la Côte, en Zone libre, où survit toute l'intelligentsia d'Europe centrale qui a échappé à l'internement meurtrier du camp des Milles. Alors que son ex mari Jacques Schiffrin, démobilisé et soutenu financièrement par André Gide, a pu être exfiltré en août 1941 par le réseau de Varian Fry vers New York, elle reste à Marseille, cachée, comme l'avaient été deux ans plus tôt Vittorio Rieti et Darius Milhaud, dans le château de Montredon par la comtesse Lily Pastré, couverture publique du Centre américain de secours. Là, au sein de ce qui est officiellement l'association d'entraide des artistes « Pour que l'esprit vive », elle partage la clandestinité, un temps plus ou moins long selon les cas, avec une vingtaine d'invités permanents dont Pablo Casals, Samson François, Madeleine Grey, Jacques Ibert... Certains d'entre eux, comme Lily Laskine ou Monique Haas risquent la déportation.
Dans une maison du parc, sont hébergés depuis fin 1940 le peintre André Masson et sa femme, belle sœur de Jacques Lacan, lequel habite une villa de Roquebrune louée à André Malraux. Les nombreuses visites que le psychanalyste leur rend le font passer au château pour un sorcier énigmatique mais lui sont l'occasion de se lier particulièrement à Youra Guller.

#### Récréation au bord du précipice (1942-1944)
L'Orchestre national de France est installé depuis juin 1940 à Marseille. Au début de l'année 42, Youra Guller recrute pour Montredon les chefs Désiré-Émile Inghelbrecht et Félix Raugel et propose à la comtesse de faire une place dans son asile surchargé au premier violon Jeanne Haskil et la sœur de celle ci. De santé très fragile, Clara Haskil, à laquelle Jean Hamburger diagnostique un adénome hypophysaire et qui est trépanée le 29 mai à l'Hôtel-Dieu, bénéficiera, grâce à un réseau d'admirateurs, d'un visa pour apatride lui permettant dès novembre de partir, non sans déchirements, pour Genève où elle sera assignée à résidence dans le canton de Vaud.
Le décret du 6 juin 1942 portant application du Statut des juifs adopté deux ans plus tôt rend plus précaire la situation des pensionnaires et les arrestations ne sont pas toujours évitées. À Montredon cependant, Lily Pastré l'extravagante et généreuse héritière des liqueurs Noilly Prat, préfigurant le festival d'Aix qu'elle fondera après guerre, concentre toute la créativité du moment et ne cesse de créer de petits événements théâtraux ou musicaux, quasiment quotidiens, en particulier un récital de Pablo Casals le 16 mai 1942 et quelques mois plus tard un festival Mozart en écho à celui de Salzbourg déserté. Spectacle digne d'une grande scène inspiré des Ballets russes, le 27 août 1942, pour célébrer l'entrée en guerre des États-Unis au côté des anglais, on joue, sur la musique originale de Jacques Ibert dirigée par Manuel Rosenthal, dans des costumes que Christian Bérard a taillé et fait coudre dans les tentures de la villa, Le Songe d'une nuit d'été mis en scène par Jean Wall et Boris Kochno.
Ce séjour surréaliste sur lequel la beauté presque cinquantenaire de Youra Guller répand un charme sans rival, est l'occasion pour celle-ci de retrouver des amis d'autrefois, d'en découvrir de nouveaux, venus en visite ou pour se produire, Lanza del Vasto et Luc Dietrich, Georges Auric, Rudolf Kundera, qui fait son portrait au pastel, Christian Bérard, André Breton, Max Ernst, Wifredo Lam, Claude Lévi-Strauss, Rudolf Breitscheid, Rudolf Hilferding, Louis Jouvet, Madeleine Ozeray, Marguerite Long, Roland Petit, Svetlana Pitoëff, Édith Piaf... Les circonstances sacralisent les liens.
La fin de la guerre approchant, la fête est suspendue et c'est avec des soldats allemands qu'il faut cohabiter.

### Entre oubli et reconnaissance (1945-1980)

#### Ombre d'une virtuose (1945-1964)
Après guerre, elle prend un appartement à Genève. Affaiblie par la maladie, elle renonce à se produire jusqu'à ce que la mort de son ex mari en 1950 la laisse dans le besoin et l'oblige à reprendre les répétitions. La Piano Forte Society lui rouvre les portes de Wigmore Hall le 2 juin 1954. En 1956, son concert public crée une heureuse surprise.
À la rentrée 1957, ce sont des retrouvailles avec la ville de La Chaux-de-Fonds pour deux concerts, qui célèbrent le soixantième anniversaire de la Société de musique. Accueillie comme la Madame de Rénal locale que dépeint Jean-Claude Zimmermann dans son roman publié en 1937, elle revoit à cette occasion, Charles Humbert, veuf. Le 15 janvier 1958, elle retrouve le temps d'une Grande sonate la direction d'Ernest Ansermet et l'orchestre de la Suisse romande à Genève. Deux mois et demi plus tard, Charles Humbert meurt, à l'âge de soixante-cinq ans.
L'année suivante, sa prestation à Wigmore Hall est laborieuse. La vedette, c'est désormais son amie Clara Haskil, parvenue tardivement grâce au public suisse et hollandais, par un chiasme des carrières, à la place qu'elle tenait dans les années vingt à Paris. Ce même public suisse lui reste cependant fidèle et continue de l'écouter jusque sur les ondes de Radio suisse romande, parfois même une après-midi durant. Durant cette fin des années 1950, elle se lie aux jeunes pianistes Nelson Freire et Martha Argerich et pendant quelques années partagera l'appartement de Nelson Freire à Genève. Neveu du mécène de Prokofiev et beau fils de Joseph Szigeti, Nikita Magaloff est avec Vladimir Horowitz un de ses fervents admirateurs. En Californie, elle retrouve Arnold Schönberg, qui lui apprend le ping pong. De temps à autre, à l'occasion d'une échappée, pour quelques heures trop brèves à son goût, elle retrouve Édith Piaf, à laquelle elle voue une reconnaissance inusable et une tendresse enflammée. C'est en quasi inconnue qu'en 1961 elle se produit dans sa ville natale, Marseille, grâce aux soutiens qu'elle y a gardé depuis la guerre.

#### Redécouverte (1965-1980)
En décembre 1965, elle est à Londres pour une représentation qu'elle donne le 12 à l'école pour filles de Camden. Son ancien élève Robert Majek, qui donne également un récital, la présente au professeur de musique munichois Pierre Feuchtwanger (de). Celui-ci l'entend en privé. Il est bouleversé par le lyrisme de cette artiste inconnue et la puissance invocatrice de son jeu. Avec l'aide d'un mécène, Charles Napper, et d'une amie critique, Joan Chissell, le retour de la virtuose est organisé. Après de nouveaux passages, le 27 février 1966 et le 6 février 1967, à Wigmore Hall, à la Royal Festival Hall sous la direction de Harry Blech le 19 avril 1967, elle triomphe enfin à Carnegie Hall en 1971, à soixante seize ans. À Paris, elle se produit avec beaucoup de succès à la Faculté de droit d'Assas dans la série de concerts organisée par André Furno qui accueille alors tous les jeunes pianistes au côté de grands artistes du passé. Deux ans plus tard, Youra Guller enregistre grâce à l'insistance obstinée de Martha Argerich auprès de Michel Garcin directeur artistique d'Erato, une interprétation des sonates pour piano opp. 110 et 111 de Beethoven. Elle enregistre aussi un disque consacré aux deux sonates de Chopin qui ne sortira jamais dans le commerce, faute d'avoir pu être monté : Martha Argerich insistera beaucoup, mais sans succès, pour qu'il y ait une suite à ces enregistrements.

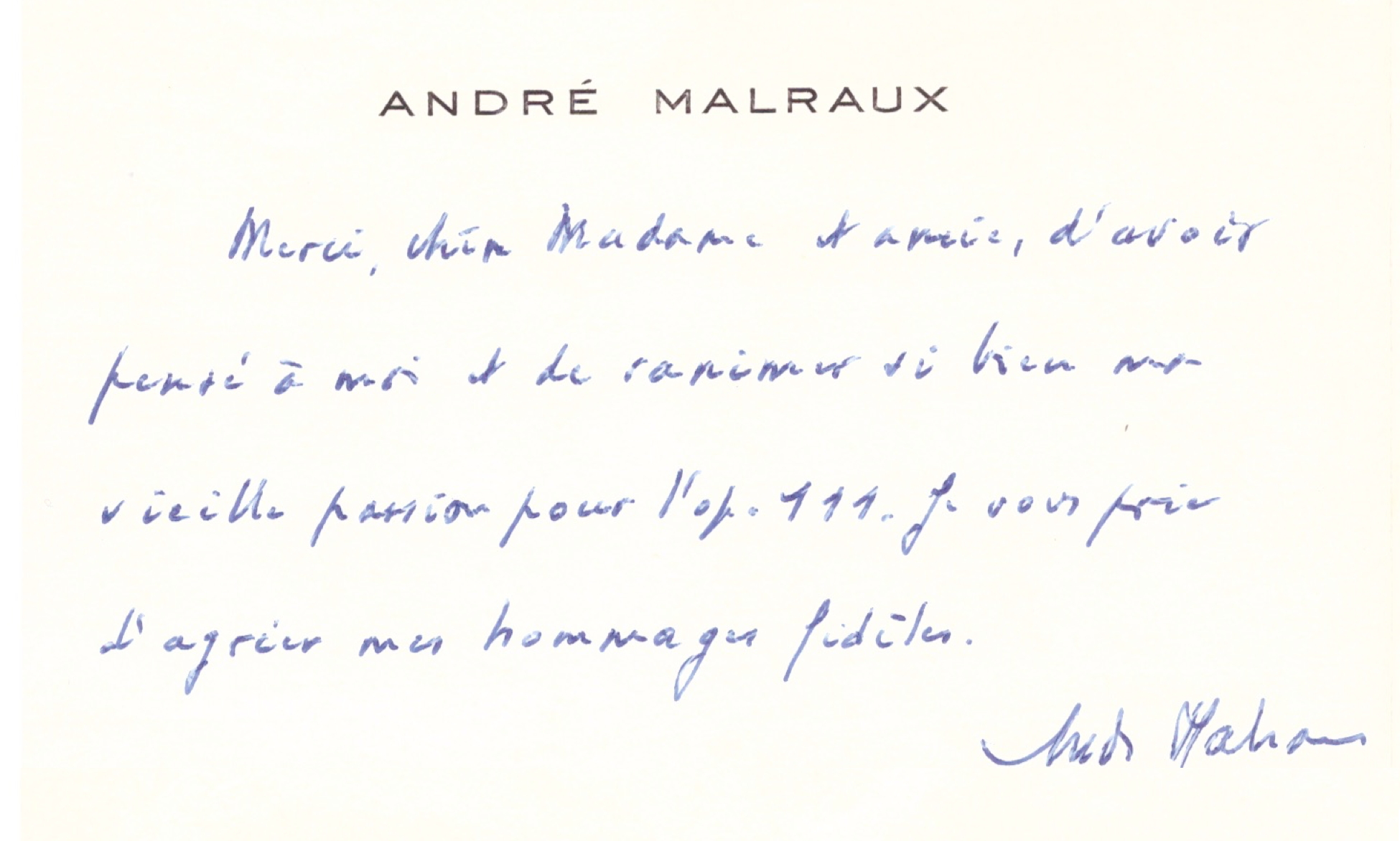
L'écrivain André Malraux félicite Youra Guller pour son interprétation de la sonate pour piano op. 111 de Beethoven (ca. 1973).

Par le conservatoire de Genève, elle reste en lien avec professeurs (Madeleine Lipatti, Louis Hiltbrand...) et élèves, dont Alberto Ginastera, qui prend des leçons auprès d'elle. À la fin de sa vie, elle subsiste grâce à une pension que lui versent les plus attachés d'entre les musiciens, tels que Yehudi Menuhin, Radu Lupu, Martha Argerich, et conserve quelques amitiés anciennes, tel le président de l'Académie Charles-Cros Marc Pincherle, sans jamais renoncer de continuer à tomber amoureuse.

## Discographie
Les enregistrements discographiques de Youra Guller sont très rares et ne rendent pas nécessairement justice à ce que fut son jeu entre-deux-guerres.

### Enregistrements originaux
- Chopin, Ducretet-Thomson, Salle Adyar, Paris, 25 & 28 juin 1956,
  - Mazurkas
    - Mazurka pour piano no 34 en do dièse, op. 56/2, CT. 84, 1 min 39 s,
    - Mazurka pour piano no 2 en do dièse mineur, op. 6/2, CT. 52, 2 min 30 s,
    - Mazurka pour piano no 7 en fa mineur, op. 7/3, CT. 58, 2 min 40 s,
    - Mazurka pour piano no 40 en fa mineur, op. 63/2, CT. 90, 1 min 35 s,
    - Mazurka pour piano no 46 en do majeur, op. 68/1, CT. 96, 1 min 37 s,
    - Mazurka pour piano no 13 en la mineur, op. 17/4, CT. 63, 4 min 10 s,
    - Mazurka pour piano no 23 en ré majeur, op. 33/2, CT. 73, 2 min 25 s,
    - Mazurka pour piano no 20 en ré bémol majeur, op. 30/3, CT. 70, 2 min 57 s,
    - Mazurka pour piano no 49 en fa mineur, op. 68/4, CT. 99, 1 min 49 s,
    - Mazurka pour piano no 28 en si majeur, op. 41/3, CT. 78, 1 min 12 s,
    - Mazurka pour piano no 32 en do dièse mineur, op. 50/3, CT. 82, 5 min 00 s.

  - Nocturnes
    - Nocturne pour piano no 13 en do mineur, op. 48/1, CT. 120, 5 min 48 s,
    - Nocturne pour piano no 7 en do dièse mineur, op. 27/1, CT. 114, 5 min 20 s,
    - Nocturne pour piano no 8 en ré bémol majeur, op. 27/2, CT. 115, 5 min 48 s,
    - Nocturne pour piano no 4 en fa majeur, op. 15/1, CT. 111, 4 min 20 s,
    - Nocturne pour piano no 9 en B majeur, op. 32/1, CT. 116, 5 min 16 s.
- Liszt, Sonate pour piano en si mineur, 1965,
- Beethoven, deux dernières sonates no 31 et 32 op. 111 & 110, Erato, Paris, 1973,
- Scarlatti, Sonate en sol mineur K.450/L.338, 1975,
- Chez Nimbus, au studio de Birmingham, 1975,
  - Bach, trans. pour piano Liszt S 463 & Busoni[95], Grande fantaisie et fugue en sol mineur BWV 542, 14 min 30 s,
  - Bach, trans. pour piano Liszt, Prélude et fugue en la mineur BWV 543, 10 min 53 s,
  - Albéniz, Sonate en ré, 2 min 25 s,
  - Couperin, La Fleurie ou la Tendre Nanette, 2 min 30 s,
  - Rameau, Le Rappel des Oiseaux, 3 min 22 s,
  - Daquin, Les Tourbillons, 1 min 22 s,
  - Balbastre, Romance en ut majeur, 2 min 48 s,
  - Chopin, Étude en fa mineur opus 25 no 2, 2 min 05 s,
  - Chopin, Ballade n° 4, 12 min 08 s,
  - Granados, Danses espagnoles n° 5 « Andalouse », opus 37, 4 min 33 s,
  - Granados, Danses espagnoles n° 2 « Orientale », opus 37, 5 min 21 s.

### Rééditions
- Beethoven, Sonates pour piano, no 31, op. 110 et no 32, op. 111 (13 février 1973, Erato 4509-98527-2, 1995 / Warner Music France, 2008) — Avec, joint au livret, de splendides photos d'elle et d'amis célèbres prises par Fernande Jausseran (1888-1963)[96] à Pontigny et dédicacées par les mêmes.
- The Art of Youra Guller, 1895-1980 (septembre 1975, Nimbus Records, 1986) (OCLC 406942151).
- Youra Guller joue Chopin (1959 à 1975, Tahra TAH630, 2007) (OCLC 823710488) :
  - Concerto pour piano no 2 - Orchestre de la Suisse romande, dir. Admond Appia (concert, 10 juin 1959)
  - Barcarole, op. 60 (17 février 1960)
  - 3 Mazurkas, op. 24 no 4, op. 30 no 3 et op. 41 no 3 (6 avril 1962)
  - 2 Nocturnes, op. 15 no 1 et op. 27 no 1 (20 octobre 1975)
- Inédits de Youra Guller II, Archives inédites de la Radio suisse romande (Tahra TAH650, 2008) :
  - Schumann, Études symphoniques, op. 13 (6 avril 1962),
  - Beethoven, Concerto pour piano no 4, op. 58, Orchestre de la Suisse romande, dir. Ernest Ansermet (15 janvier 1958),
  - Albeniz, Triana (Iberia) (7 avril 1961).
- The art of Youra Guller : Chopin (1956, Doron music, 2009),
- Inédits de Youra Guller III, Orchestre national de France, dir. Désiré-Émile Inghelbrecht (Tahra TAH719, 2012) :
  - Beethoven, Concerto pour piano no 4 op. 58 en sol majeur (concert, 15 mai 1958),
  - Chopin, Concerto pour piano no 2 en fa mineur op. 21, CT 48 (21 juin 1959).
- Legendary Artist : Youra Guller (Doron DRC 4014) :
  - Beethoven, Concerto pour piano no 4 op. 58 - Orchestre de chambre de Lausane, dir. Victor Desarzens,
  - Mozart, Concerto pour piano no 22 - Orchestre de la Suisse romande, dir. Pierre Colombo.

#### Notices biographiques de musicologues
- Alain Pâris, Dictionnaire des interprètes et de l'interprétation musicale au XXe siècle, Paris, Laffont, coll. « Bouquins », 2004 (réimpr. 1985, 1989, 1995), 4e éd. (1re éd. 1982), 1278 p. (ISBN 2-221-08064-5, OCLC 901287624, lire en ligne), p. 368.
- (en) Joan Chissell, « Return of a legendary pianist », p. 3–6, Nimbus Records (dans The Art of Youra Guller, 1895-1980), 1986 (OCLC 406942151) . Reprise de l'article paru dans The Times, le 19 mars 1966.
- Frédéric Gaussin, « Youra Guller joue Chopin », Tahra TAH630, 2007 (OCLC 823710488) .
(en) Jonathan Woolf, « CD review », sur musicweb-international.com, octobre 2007.
- Pierre Hugli, « The Art of Youra Guller », Doron Music DRC 4012, 2009 (OCLC 762687224) .

#### Évocation à travers ses proches contemporains
- Maria Van Rysselberghe, Cahiers de la Petite Dame, t. 1 : notes pour l'histoire authentique d'André Gide, Paris, Gallimard, 1973.
- Jérôme Spycket, Clara Haskil, Lausanne, Éditions Payot, 1975, 280 p. (ISBN 2-601-00389-8, OCLC 1734732, BNF 34571307).
- Alban Cerisier, André Gide, Jacques Schiffrin, Correspondance (1922-1950), Paris, Gallimard, 2005, p. 29–33.
- (it) Manfredi Lanza et Gabriël Maes, Lanza del Vasto. Lettere giovanili (1923-1936) : a Madeleine Viel, alla madre, ai fratelli Lorenzo e Angelo, a pittori toscani, a Luc Dietrich e ad altri corrispondenti, Pose, Plus-Pisa University Press, coll. « Scienze per la pace » (no 11), 2006 (OCLC 878661607), « 204 & 205 », p. 342–347.
- Dominique Fernandez, Ramon, Paris, Éditions Grasset, 2008, 807 p. (ISBN 978-2-246-73941-8 et 2-246-73941-1, OCLC 298776953, BNF 41407233), p. 302–306.
- Maurice Favre, « Quelques personnages et leurs modèles : Deux romans de Jean-Paul Zimmermann, 1914 à 1930 », Revue historique neuchâteloise - Musée neuchâtelois, Neuchâtel, Société d'histoire et d'archéologie du canton de Neuchâtel, vol. 145e année, no 4,‎ 2008, p. 247-295 (ISSN 1422-5182, lire en ligne [PDF], consulté le 14 octobre 2016).

#### Clandestinité à Montredon
- Bernard Noël, Marseille-New York, une liaison surréaliste, Éditions André Dimanche, 1985 (OCLC 632801604).
- Jean-Michel Guiraud, La Vie intellectuelle et artistique à Marseille à l’époque de Vichy et sous l’occupation 1940-1944, Laffitte,, 1999 (ISBN 2-86276-340-3).
- Jean-Marie Jacono, « Marseille en liberté surveillée ? Les ambiguïtés de la vie musicale », dans Myriam Chimènes et Josette Alviset, La Vie musicale sous Vichy, Éditions Complexe, coll. « Histoire du temps présent », 2001 (lire en ligne), p. 391–392.
- Michel Enrici, Le salon de Lily : hommage à la comtesse Pastré, mécène, Heule, Snoeck-Ducaju & Zoon Snoeck Publishers, 27 juin 2013 (ISBN 978-94-6161-115-4)